# Ossaea retropila
Ossaea retropila är en tvåhjärtbladig växtart som först beskrevs av Dc., och fick sitt nu gällande namn av José Jéronimo Triana. Ossaea retropila ingår i släktet Ossaea och familjen Melastomataceae. Inga underarter finns listade i Catalogue of Life.